# Хок (окръг, Северна Каролина)
Окръг Хок (на английски: Hoke County) е окръг в щата Северна Каролина, Съединени американски щати. Площта му е 1015 km², а населението – 53 262 души (2016). Административен център е град Рейфорд.